# Faro de la isla de Sálvora
El faro de la isla de Sálvora es un faro situado al sur de la isla de Sálvora, en Ribeira (provincia de La Coruña, Galicia, España). Está gestionado por la autoridad portuaria de Villagarcía de Arosa.